# Saint-Damase
Saint-Damase (AFI: /sɛ͂damaz/), antiguamente Saint-Damase-de-Saint-Hyacinthe, es un municipio de la provincia de Quebec en Canadá. Está ubicado en el municipio regional de condado (MRC) de Les Maskoutains y a su vez, en la región de Montérégie-Est.

## Geografía

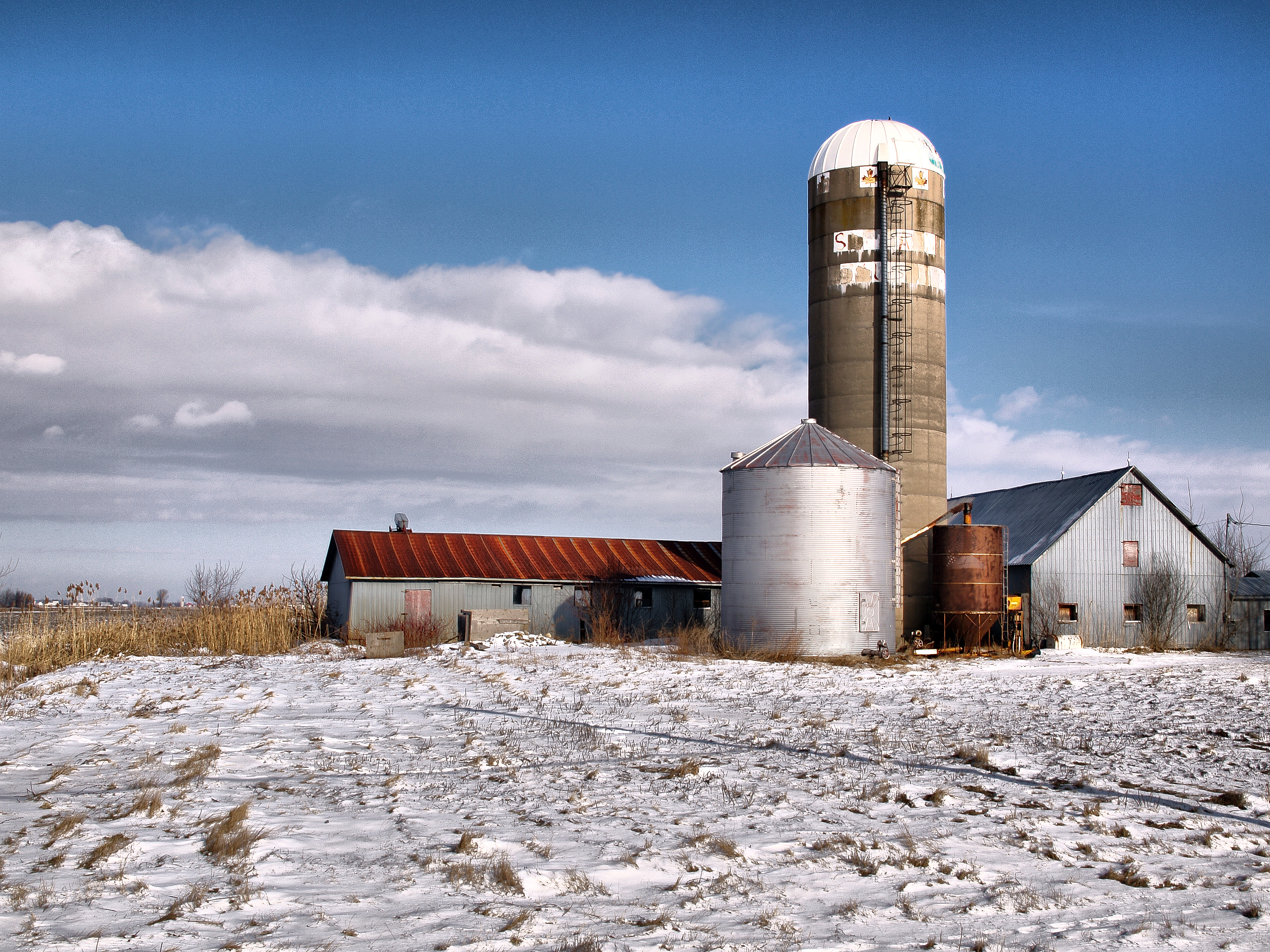
Granja en invierno.

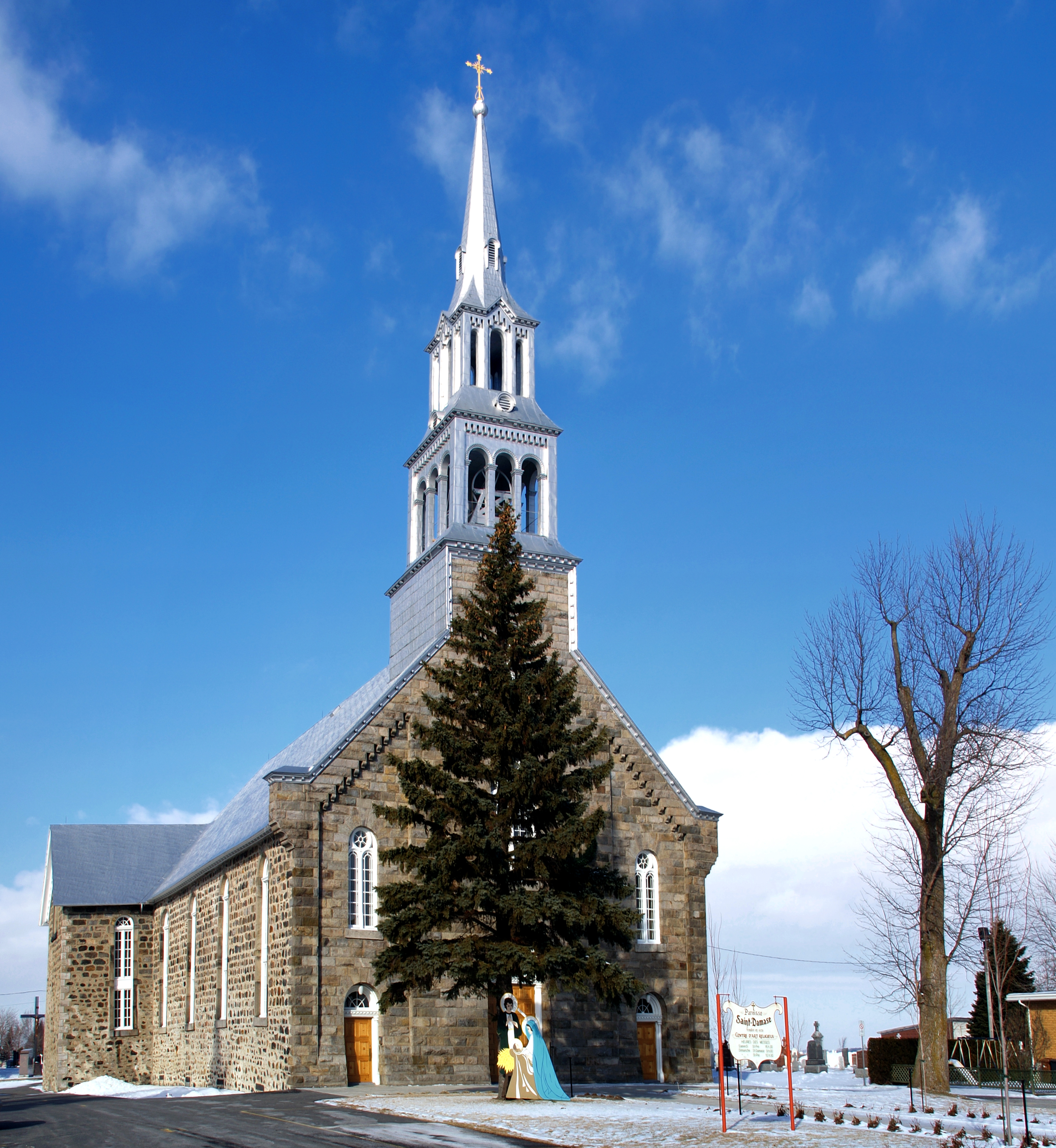
Iglesia Saint-Damase.

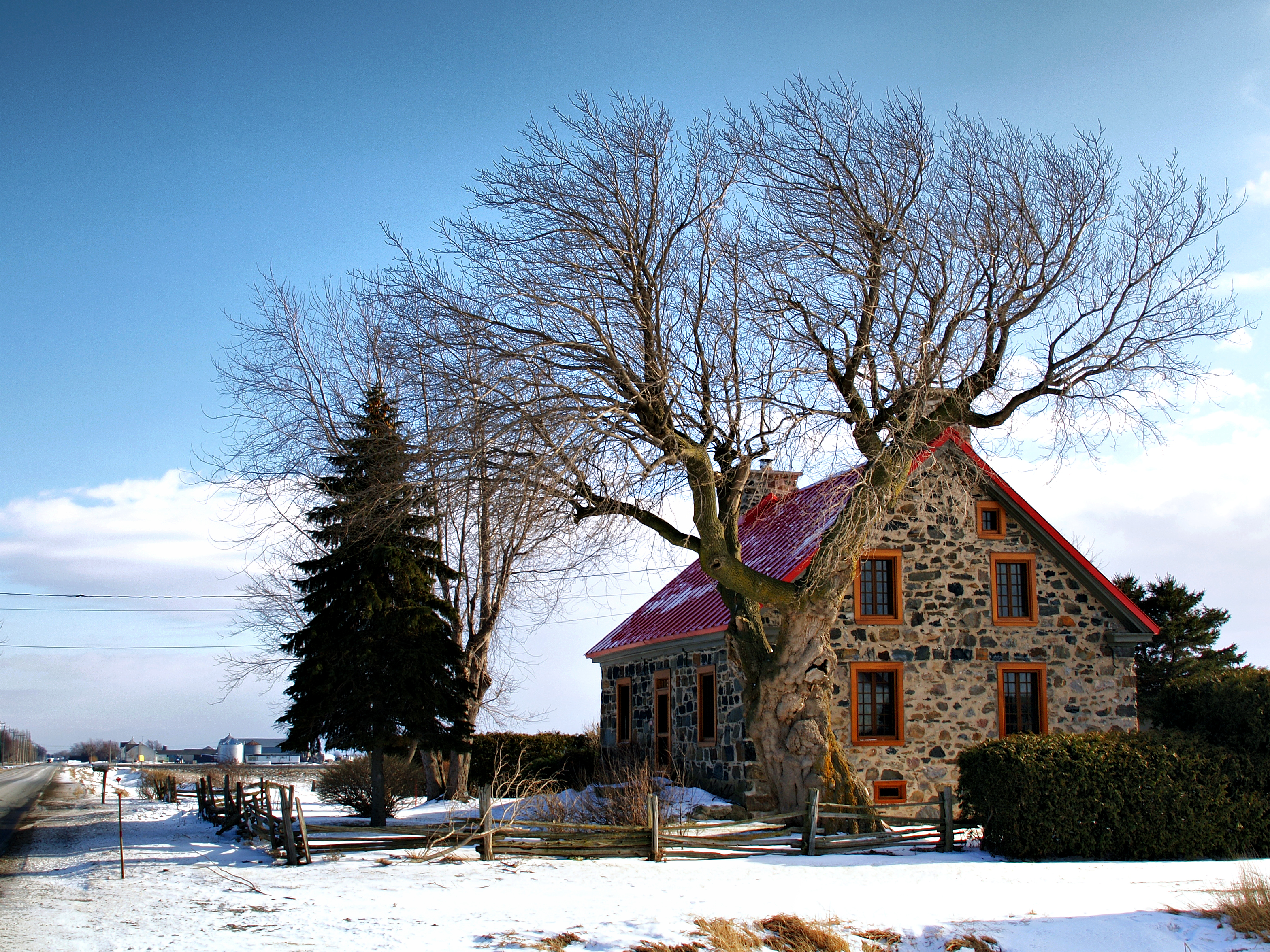
Casa en Saint-Damase.

Saint-Damase se encuentra en la planicie del San Lorenzo al norte del monte Rougemont y al sur de la ciudad de Saint-Hyacinthe. Limita al noroeste con Sainte-Marie-Madeleine, al noreste con Saint-Hyacinthe, al sureste con Saint-Césaire, al suroeste con Rougemont y al oeste con Saint-Jean-Baptiste. Su superficie total es de 80,69 km², de los cuales 79,88 km² son tierra firme. El río Yamaska baña el este del territorio del municipio.

## Urbanismo
El pueblo de Saint-Damase se encuentra al cruce de la rue Principale ( QC 231 ) y de la calle Saint-Joseph. La rue Principale, que es una carretera colectora, une el pueblo a Saint-Hyacinthe al norte y a Rougement al sur. El rang du Bas-de-la-Rivière y du Haut-de-la-Rivière ( QC 233 ), que es una carretera local, bordea la ribera oeste del río Yamaska se dirige a Saint-Césaire al sur.

## Historia
Hacia 1795, los primeros habitantes se establecieron en el territorio del actual Saint-Damase, entonces en el señorío de Saint-Hyacinthe o Debartzch. La localidad fue fundada por separación del señorío en 1811. La parroquia católica de Saint-Damase, nombre honrando Dámaso I, fue creada en 1823 y el municipio de parroquia de mismo nombre pero llamado Sant-Damase-de-Saint-Hyacinthe para sus habitantes, fue instituido en 1845, abolido en 1847 y recreado en 1855. La antigua carretera uniendo Montreal y Saint-Hyacinthe pasaba en Saint-Damase. El municipio de pueblo de Saint-Damse fue creado por separación del municipio de parroquia en 1952. El municipio actual resulta de la fusión de los municipios de parroquia y de pueblo de Saint-Damase en 2001.

## Política
El consejo municipal se compone del alcalde y de seis consejeros representando seis distritos territoriales. El alcalde actual (2015) es Christian Martin, que sucedió a Germain Chabot en 2013.
|                    | 2005-2009         | 2009-2013         | 2013-2017         |
| Alcalde            | Germain Chabot    | Germain Chabot    | Christian Martin  |
| 1 - Clocher        | Yvon Charron      | Alain Robert      | Alain Robert      |
| 2 - Parcs          | Ghislaine Lussier | Ghislaine Lussier | Ghislaine Lussier |
| 3 - Mairie         | Christian Martin  | Christian Martin  | Yves Monast       |
| 4 - Montagne       | Gaétan Jodoin     | Gaétan Jodoin     | Gaétan Jodoin     |
| 5 – Horizons verts | Yvon Laflamme     | Yvon Laflamme     | Yvon Laflamme     |
| 6 - Yamaska        | Claude Gaucher    | Claude Gaucher    | Claude Gaucher    |

 * Consejero al inicio del termo pero no al fin.  ** Consejero al fin del termo pero no al inicio. # En el partido del alcalde.
A nivel supralocal, Saint-Damase forma parte del MRC de Les Maskoutains. El territorio del municipio está ubicado en la circunscripción electoral de Saint-Hyacinthe a nivel provincial y de Saint-Hyacinthe—Bagot a nivel federal.

## Demografía
Según el censo de 2011, había 2506 personas residiendo en este municipio con una densidad poblacional de 31,7 hab./km². Los datos del censo mostraron que de las 2486 personas censadas en 2006, en 2011 hubo un aumento poblacional de 20 habitantes (0,8%). El número total de inmuebles particulares resultó de 1025 con una densidad de 12,96 inmuebles por km². El número total de viviendas particulares que se encontraban ocupadas por residentes habituales fue de 992. El pueblo de Saint-Damase contaba con 1421 habitantes, o 56,3% de la población del municipio, en 2011. Su población aumentó entre 2006 y 2011 (6,9 %). (
Evolución de la población total, 1991-2015

## Economía
Las principales empresas locales son Damafro, Olymel, Lassonde y Exceldor.

## Sociedad
El festival del maíz, que existe desde 1990, acoge 21 000 personas en julio.

### Personalidades
- Hyacinthe Delorme (1720-1778), señor